# Blåkaren
Blåkaren är en sjö i Norrtälje kommun i Uppland och ingår i Skeboån-Broströmmens kustområde. Sjön har en area på 0,205 kvadratkilometer och ligger 2 meter över havet.

## Delavrinningsområde
Blåkaren ingår i det delavrinningsområde (667051-165900) som SMHI kallar för Rinner mot Singöfjärden. Medelhöjden är 6 meter över havet och ytan är 12,36 kvadratkilometer. Det finns inga avrinningsområden uppströms utan avrinningsområdet är högsta punkten. Avrinningsområdets utflöde mynnar i havet, utan att ha någon enskild mynningsplats. Avrinningsområdet består mestadels av skog (73 procent). Avrinningsområdet har 0,39 kvadratkilometer vattenytor vilket ger det en sjöprocent på 1,9 procent. Bebyggelsen i området täcker en yta av 2,77 kvadratkilometer eller 14 procent av avrinningsområdet.